# Чичерін (фільм)
«Чичерін» (рос. «Чичерин») — радянський двосерійний художній фільм 1986 року, знятий на кіностудії «Мосфільм». Фільм став останньою режисерською роботою  Олександра Зархі.

## Сюжет
Біографічний фільм про першого наркома закордонних справ СРСР, дипломата Григорія Чичеріна (1872—1936).

## У ролях
| Актор                   | Роль                                                                |
| ----------------------- | ------------------------------------------------------------------- |
| Леонід Філатов          | Чичерін                                                             |
| Леонід Бронєвой         | Литвинов                                                            |
| Олег Голубицький        | Красін                                                              |
| Рубен Симонов           | Карахан                                                             |
| Олександр Граве         | Воровський (озвучив Ігор Ясулович)                                  |
| Валерій Золотухін       | Матрос Панкін (прототип — Микола Маркін)                            |
| Ернст Романов           | Казаков                                                             |
| Анатолій Ромашин        | полковник Скопін (прототип — генерал Володимир Євстафійович Скалон) |
| Віра Венцель            | Мері Бріджес-Адамс                                                  |
| Альгімантас Масюліс     | Локкарт                                                             |
| Володимир Самойлов      | Ллойд Джордж                                                        |
| Олексій Алексєєв        | Барту                                                               |
| Ролан Биков             | Д'Аннунціо                                                          |
| Абессалом Лорія         | Король Італії Віктор Емануїл III                                    |
| Арійс Гейкінс           | Хольман                                                             |
| Юрій Катін-Ярцев        | архіваріус                                                          |
| Олексій Миронов         | селянин з садиби Чичеріних Іван Єгорович Воронов                    |
| Микола Парфьонов        | кухар Федір Опанасович                                              |
| Микола Сморчков         | Петровський                                                         |
| Олев Ескола             | дипломат Ліверн                                                     |
| Миколас Вальдас Ятаутіс | колишній посол Великої Британії Б'юкенен                            |
| Юрій Звягінцев          | син фронтовика Єгор Колесніков                                      |
| Нінель Засухіна         | епізод                                                              |
| Володимир Піцек         | секретар (немає в титрах)                                           |
| Марія Скворцова         | няня (немає в титрах)                                               |
| Ервін Кнаусмюллер       | епізод                                                              |

## Знімальна група
- Режисер:  Олександр Зархі
- Автори сценарію:  Олександр Зархі,  Владлен Логінов
- Оператор:  Анатолій Мукасей
- Художник-постановник:  Давид Виницкий
- Композитор: Іраклій Габелі